# HMS Queen Mary
HMS Queen Mary byl bitevní křižník třídy Lion, sloužící v Royal Navy z období první světové války. Od svých dvou sesterských lodí se Queen Mary lišila v několika detailech. Její komíny byly kulaté a ne oválné, také měla všechna děla střední ráže soustředěna na jedné palubě a měla i o něco silnější pancéřování.
Po vstupu do služby se stala součástí 1. eskadry bitevních křižníků Royal Navy. 28. srpna 1914 se účastnila bitvy u Helgolandské zátoky. V době bitvy u Dogger Banku byla v opravě. Pod velením kapitána Cecila I. Prowse se 31. května 1916 zúčastnila bitvy u Jutska. V bitvě vystřelila okolo 150 granátů ráže 343 mm na německý bitevní křižník SMS Seydlitz a dosáhla čtyř zásahů, ale sama byla německou palbou fatálně poškozena. První zásah zničil pravé dělo ráže 343 mm na věži Q. Krátce poté loď zasáhlo, mezi věže A a B, několik granátů ráže 305 mm. Po výbuchu předního muničního skladu se loď položila na levý bok a než se potopila, několik dalších explozí následovalo. Z posádky 1266 mužů na palubě se zachránilo pouze devět.
Loď byla jedním ze tří britských bitevních křižníků, které se u Jutska potopily po výbuchu muničních skladů. Tyto ztráty vedly k velkým modifikacím konstrukce tehdejších válečných lodí, především k zesílení pancéřové ochrany.